# Dario (filho de Artaxerxes II)
Dario foi o filho mais velho de Artaxerxes II, e seria seu sucessor se não tivesse conspirado contra o pai.

## Nome
Dario (Dārīus) e Dareu (Dārēus) são as formas latinas do grego Dareu (Δαρεῖος, Dareîos), e por sua vez do persa antigo Daraiauxe (𐎭𐎠𐎼𐎹𐎢𐏁, Dārayauš), que é uma forma abreviada de Daraiavauxe (𐎭𐎠𐎼𐎹𐎺𐎢𐏁, Dārayavaʰuš). A forma longa reflete-se no elamita Dareamauixe (𒆪𒊑𒀀𒈠𒌋𒆜, Dareamauiš), no babilônio (𒁕𒀀𒊑𒅀𒀀𒈲, Dāreyāmuš⁠), nas formas aramaicas Derivevexe (𐡃𐡓𐡉𐡅𐡄𐡅𐡔, drywhwš) e talvez na forma grega mais longa Dereio (Δαρειαῖος, Dareiaîos). O nome na forma nominativa significa "aquele que mantém firme o(s) bem(nes)", o que se pode verificar pela primeira parte dāraya, que significa "titular", e o advérbio vau, que significa "bondade".

## Família
Artaxerxes II era filho de Dario II e Parisátide, filha de Artaxerxes I. Artaxerxes II casou-se com Estatira, filha do sátrapa Hidarnes.
O reino de Artaxerxes II iniciou-se com a revolta de seu irmão Ciro, o Jovem, que era o favorito de sua mãe Parisátide.
Artaxerxes II teve vários filhos, dentre os quais Dario, Oco, Atossa e Ariaspes. Dario, o mais velho, foi nomeado sucessor quando tinha 50 anos de idade. De acordo com o genealogista inglês William Berry, Dario, Ariaspes e Oco eram filhos de Estatira.

## Herdeiro do rei
Oco, mais novo que Dario, pretendeu obter a sucessão, usando sua irmã Atossa. Após a morte de Estatira, Artaxerxes ficou apaixonado por sua filha Atossa, e, por sugestão de sua mãe Parisátide, casou-se com ela, tornando-a sua esposa legítima. Oco, porém, conseguiu o favor de Atossa, prometendo torná-la sua esposa e dividir o poder com ela após a morte do pai; segundo algumas versões, Oco tinha um caso com Atossa mesmo antes da morte de Artaxerxes II.
De acordo com o costume dos persas, quando um sucessor era nomeado, ele tinha o direito a um pedido, e Dario pediu Aspásia, que havia sido a favorita de Ciro, o Jovem, e agora era uma concubina do rei. Este pedido era ofensivo, pois o bárbaros eram muito ciumentos de suas mulheres, mesmo Artaxerxes II tendo sua filha Atossa por esposa e 360 concubinas. Artaxerxes respondeu que Aspásia era uma mulher livre, e poderia escolher quem ela quisesse, e ela escolheu Dario; Artaxerxes entregou Aspásia para Dario, mas logo depois pegou-a de volta, colocando-a como sacerdotisa de Ártemis em Ecbátana, para que ela ficasse casta o resto da vida, como punição para Dario.

## Conspiração
Dario ficou ressentido, ou por desejo por Aspásia, ou por ter sido ofendido pelo rei, e ainda foi inflamado por Teribazo, que dizia que ter uma tiara na cabeça não significava nada sem ter tomar conta dos negócios do estado e enquanto seu irmão menor tomava conta do estado através do harém. Teribazo estava ressentido com Artaxerxes II por causa de Amástris, filha de Artaxerxes, que havia sido prometida em casamento a Teribazo mas que depois virou esposa de Artaxerxes II; em seguida Artaxerxes havia prometido Atossa a Teribazo, mas Artaxerxes também rompeu o acordo e se casou com Atossa.
Dario e Teribazo conspiraram contra Artaxerxes, mas um eunuco soube da trama e contou a Artaxerxes. Artaxerxes foi sábio, e preparou uma cilada para os conspiradores, que foram reconhecidos e descobertos.
Teribazo foi morto pelos guardas, mas Dario e seus filhos foram levados a julgamento. Plutarco menciona duas versões, em uma delas, o executor cortou a cabeça de todos mas não quis cortar a cabeça do filho do rei, apenas executando Dario após ser ameaçado; em outra versão, Dario foi julgado pelo próprio pai, pediu perdão, mas foi morto a golpes de cimitarra pelo pai.

## Consequências
Oco ainda tinha receios de Ariaspes, o último filho legítimo de Artaxerxes, e de Arsames, filho ilegítimo. Ariaspes era mais novo que Oco, mas por ser moderado e humano, era considerado digno de ser rei pelos persas, e Arsames era considerado sábio, e era amado por seu pai. Oco induziu Ariaspes a se suicidar, fazendo-o acreditar que Artaxerxes o executaria de forma cruel, e Arsames foi assassinado por Arpates, filho de Teribazo.
Após a morte dos filhos, Artaxerxes II, que tinha 94 anos e havia reinado por 62, morreu de tristeza, sendo sucedido por Oco  (Artaxerxes III).